# Iriartea deltoidea
Iriartea deltoidea ist eine südamerikanische Palmenart. Sie ist die einzige Art der Gattung Iriartea und nach dem spanischen Diplomaten Bernardo de Iriarte (1735–1814) und eventuell auch nach seinem Onkel, dem Gelehrten Juan de Iriarte y Cisneros (1702–1771), der aus Teneriffa stammte, benannt.

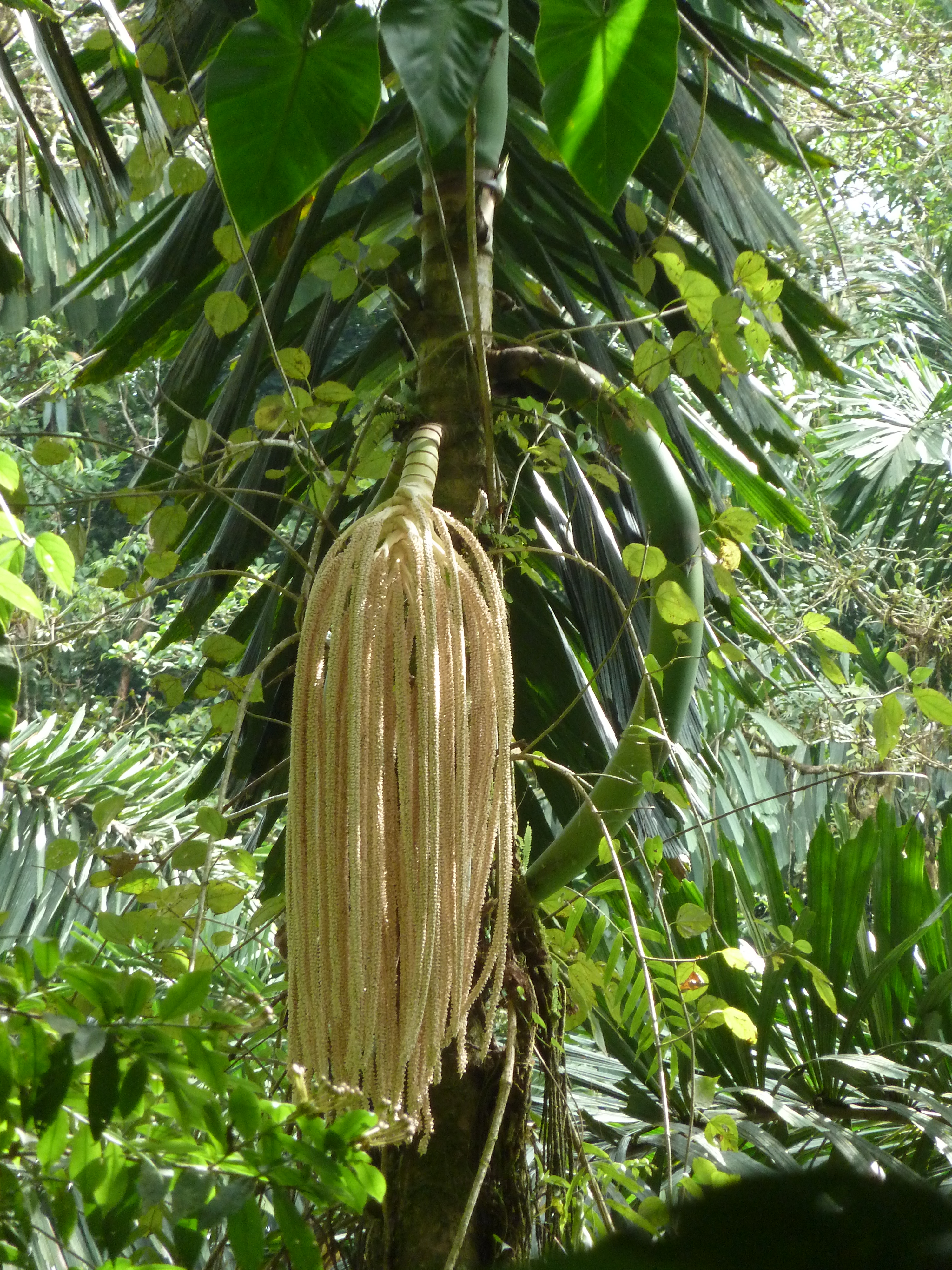
Iriartea deltoidea mit Blütenstand

## Merkmale
Iriartea deltoidea ist eine oft sehr große, einzelstämmige und monözische Palme. Der Stamm ist aufrecht, häufig bauchig und mit auffälligen, ringförmigen Blattnarben besetzt. Sie erreicht bis zu 25 m Höhe bei einem Durchmesser von 10 bis 30 cm. Bis zu 100 schlanke Stelzwurzeln bilden einen dichten Kegel, der die Stammbasis verdeckt. Die Stelzwurzeln sind bis 2 m lang und 3,5 cm dick sowie mit Stacheln besetzt.
Die Chromosomenzahl ist 2n = 32.

### Blätter
Die Palme bildet recht wenige Blätter, meist 4 bis 7. Diese sind gefiedert und fallen mit einer glatten Narbe ab. Die Blattscheiden bilden einen deutlich ausgeprägten, 60 bis 150 cm langen Kronenschaft. Der Blattstiel ist eher kurz, hat an der Oberseite eine Rinne und ist an der Unterseite abgerundet. Die Rhachis ist an der Oberseite eckig und an der Unterseite abgerundet, sowie 2 bis 4,3 m lang. Die Fiederblättchen sind groß, asymmetrisch rhombisch (deltoid, daher der Name) bis elliptisch. Der dem Blattstiel nähere (proximale) Blattrand ist im unteren Drittel ganzrandig, dann ausgerissen gezähnt. Der distale Blattrand ist kürzer ganzrandig und dann ausgerissen gezähnt. Das ganze Fiederblättchen ist selbst wieder unregelmäßig in linealische Segmente gespalten, die in verschiedenen Ebenen stehen und dem Blatt ein fiederiges Aussehen verleihen. 

### Blütenstände
Die Blütenstände stehen einzeln und unter den Blättern (infrafoliar). Sie hängen, sind bis 2 m lang und sind im Knospenstadium stark gekrümmt. Sie sind ein- bis zweifach verzweigt, die männlichen Blüten öffnen sich zuerst (Proterandrie). Der Blütenstandsstiel ist dick und im Querschnitt rund. Das Vorblatt ist kurz, röhrig, zweikielig und an der Spitze offen. Es gibt 8 bis 12 Hochblätter am Blütenstandsstiel. Sie stehen spiralig, sind röhrig, umhüllen den Blütenstand und hinterlassen nach dem Abfallen auffällige, fast ringförmige Narben. Die Blütenstandsachse ist gleich lang wie oder etwas länger als der Stiel, sie trägt spiralig stehende, kleine, kragenartige Hochblätter. Die Seitenachsen erster Ordnung sind im distalen Bereich des Blütenstands fingerförmig verzweigt, an der Spitze des Blütenstands unverzweigt. Sie sind sehr lang und tragen in spiraliger Anordnung Blüten-Triaden. An der Spitze der Achsen sind diese zu einzelnen oder paarigen männlichen Blüten reduziert. 

### Blüten
Die männlichen Blüten sind annähernd symmetrisch. Die drei Kelchblätter sind nicht verwachsen, rundlich, imbricat. Die drei Kronblätter sind drei- bis viermal so lang wie der Kelch, valvat, bootförmig und gekrümmt. Es gibt 9 bis 20 Staubblätter mit sehr kurzen Staubfäden und schlangen, langen Antheren. Das Stempelrudiment ist sehr klein oder fehlt ganz. Der Pollen ist ellipsoidisch und eher bisymmetrisch. Die Keimöffnung ist ein distaler Sulcus. Die längste Achse misst 31 bis 35 Mikrometer.
Die weiblichen Blüten sind kleiner als die männlichen. Die drei Kelchblätter sind frei und breit überlappend. Die drei Kronblätter sind gleichfalls frei, breit, rundlich, imbricat mit Ausnahme der dreieckigen valvaten Spitzen. Die bis zu 12 Staminodien sind sehr klein und zahnförmig. Das Gynoeceum ist kugelig, dreifächrig mit drei Samenanlagen und drei Narben. Es reift meist nur eine Samenanlage zum Samen. 
Die Bestäubung erfolgt durch Bienen.

### Früchte und Samen
Die Frucht ist meist kugelig, zur Reife gelb und hat einen Durchmesser von 2 bis 2,8 cm. Der Narbenrest steht an der Spitze. Das Exokarp ist glatt, das Mesokarp körnig und faserig, das Endokarp sehr dünn. Der Samen ist kugelig, sitzt basal. Die Narbe (Hilum) ist kreisförmig, das Endosperm ist homogen. 

## Verbreitung und Standorte
Iriartea deltoidea kommt von Costa Rica und Nicaragua nach Süden bis Kolumbien, Ecuador, Peru, Bolivien, Venezuela und Brasilien vor. Nach Osten ist ihre Verbreitung auf das westliche Amazonasbecken beschränkt. 
Sie wächst in tropischem Tiefland-Regenwald und in niedrigen Lagen des Bergregenwalds. Selten ist sie über 1300 m Seehöhe zu finden. Sie wächst an Hängen und Hügelkuppen, im Tiefland auch auf flachem Gelände. An den Boden stellt sie keine besonderen Ansprüche. Im Osten ihres Verbreitungsgebietes ist sie an den Rand von Flussläufen gebunden. Der jährliche Niederschlag liegt meist zwischen 2000 und 3000 mm, der Schwerpunkt ihrer Verbreitung dürfte in Gebieten mit mehr als 2500 mm liegen.
Der Schwerpunkt ihrer geographischen Verbreitung sind die Ost-Abhänge der Anden in Höhen zwischen 300 und 1200 m. In tieferen Lagen ist sie wesentlich seltener.

## Taxonomie und Systematik
Die Gattung Iriartea wurde 1794 durch Hipólito Ruiz López und José Antonio Pavón in Florae Peruvianae, et Chilensis Prodromus, sive novorum generum plantrum peruvianum, et chilensium descriptiones et icones Seite 149 Tafel 32 erstbeschrieben. 
Die Gattung Iriartea wird innerhalb der Familie Arecaceae in die Unterfamilie Arecoideae, Tribus Iriarteeae gestellt. Die Verwandtschaftsbeziehungen innerhalb der Tribus sind nicht geklärt. Drei Untersuchungen kamen zu jeweils widersprüchlichen Ergebnissen.
In der World Checklist of Selected Plant Families der Royal Botanic Gardens, Kew, wird nur die Art Iriartea deltoidea anerkannt.

## Nutzung
Der äußere Teil des Stammes ist sehr hart. Er wird für den Hausbau und zur Herstellung von Speeren verwendet. Nach Alfred Russel Wallace (1853) werden die bauchigen Teile der Stämme für Kanus verwendet. In der Choco-Region von Kolumbien werden aus den Stämmen Särge hergestellt.

## Belege
- John Dransfield, Natalie W. Uhl, Conny B. Asmussen, William J. Baker, Madeline M. Harley, Carl E. Lewis: Genera Palmarum. The Evolution and Classification of Palms. Zweite Auflage, Royal Botanic Gardens, Kew 2008, ISBN 978-1-84246-182-2, S. 362 ff.